# 许良镇
许良镇，是中华人民共和国河南省焦作市博爱县下辖的一个乡镇级行政单位。

## 行政区划
许良镇下辖以下地区：
许良村、西中道村、冯竹园村、连张村、大辛庄村、狄林村、吕店村、江岭堡村、下水磨村、南道村、泗沟村、陈范村、机房村、范庄村、唐庄村、赵后村、三栗庄村、小东庄村、下伏头村、许湾村、吴窑村、于庄村和郭顶村。